# 山原サーキット
山原サーキット(やんばるサーキット)は、沖縄県国頭郡国頭村にあるサーキットである。
国頭村の中心部から国頭山地を挟んで反対側に位置する。周辺は米軍北部訓練場や山林に囲まれている為、那覇市からのアクセスには2時間以上を要する。
サーキットの施設は簡素なコースであり、駐車場などコース以外の部分は未舗装である。